# Laphria aureus
Laphria aureus är en tvåvingeart som först beskrevs av Fabricius 1794.  Laphria aureus ingår i släktet Laphria och familjen rovflugor.
Artens utbredningsområde är Frankrike. Inga underarter finns listade i Catalogue of Life.